# کاب (فیلم)
کاب (به انگلیسی: Cobb) فیلمی محصول سال ۱۹۹۴ و به کارگردانی ران شلتون است. در این فیلم بازیگرانی همچون تامی لی جونز، رابرت وول، لولیتا داویدوویچ، لو مایرز، ردا گریفیس و راجر کلمنس ایفای نقش کرده‌اند.
این فیلم داستان زندگی تای کاب است.